# Il richiamo dei figli
Il richiamo dei figli (Seed) è un film del 1931 diretto da John M. Stahl.
La sceneggiatura di Gladys Lehman si basava su un racconto di Charles G. Norris pubblicato a New York nel 1930. Mentre la storia originale, il cui titolo era Seed: A Novel of Birth Control, aveva come argomento il controllo delle nascite, il film evita il tema di cui non si fa alcuna menzione nella sceneggiatura.

## Produzione
Le riprese del film, prodotto dall'Universal Pictures, durarono dal 12 gennaio al 4 marzo 1931.

## Distribuzione
Il copyright del film, richiesto dalla Universal Pictures Corp., fu registrato il 28 aprile 1931 con il numero LP2179.
Il film uscì nelle sale cinematografiche statunitensi il 14 maggio 1931. In Austria e in Germania, il film venne distribuito nel 1932  rispettivamente con i titoli ...und der Tag kam e Meine Kinder - mein Glück. In Portogallo uscì il 15 gennaio 1932 con il titolo Os Filhos.